# Ерік Лінден
Ерік Лінден (англ. Eric Linden; 15 вересня 1909 — 14 липня 1994) — провідний актор Голлівуду в 1930-х роках, який з'явився у більш ніж 30 кінофільмах.

## Біографія
Лінден народився у Нью-Йорку у 1909 році, його батьки були шведами. Там же у Нью-Йорку він розпочав свою кар'єру як актор.
Зіграв невелику роль у фільмі «Віднесені вітромм» (1939), а також ролі в таких фільмах, як «Це наші діти?» (1931) та «О, дикість!» (1935).

## Фільмографія
- 1935 — О, дикість!
- 1936 — Робін Гуд з Ельдорадо
- 1936 — Старий Хатч

## Нагороди
За свій внесок у розвиток кіноіндустрії Ерік удостоєний Зірки на Голлівудській Алеї Слави. Її номер — 1648.